# Lepidemathis
Lepidemathis là một chi nhện trong họ Salticidae.